# Franciszka Mann
Franciszka Mann, född den 4 februari 1917 i Polen, död den 23 oktober 1943 i Auschwitz, var en polsk dansös som utmärkte sig för sitt hjältemod i förintelselägret Auschwitz.

## Biografi
Franciszka Mann, som var av judisk börd, föddes 1917 och växte upp i Warszawa. Hon studerade dans för  koreografen Irena Prusicka tillsammans med bland andra Wiera Gran och Stefania Grodzieńska. Vid den internationella danstävlingen i Bryssel 1939 kom Mann på fjärde plats av 125 deltagare. Mann ansågs vara en av de vackraste och mest lovande dansarna i sin generation.
Den 1 september 1939 invaderade Tyskland Polen och andra världskriget utbröt. Året därpå inrättades Warszawas getto och Mann kom att bli en av dess invånare. Den 23 oktober 1943 deporterades omkring 1 800 polska judar, däribland Franciszka Mann, med tåg till Auschwitz-Birkenau, trots att de hade blivit informerade om att de skulle föras till ett transitläger i närheten av Dresden för vidare transport till Schweiz. Vid ankomsten till Auschwitz fördes kvinnorna till Krematorium II och beordrades att klä av sig. Plötsligt kastade Franciszka Mann några av sina kläder i huvudet på SS-Oberscharführer Josef Schillinger, ryckte till sig hans pistol och sköt ihjäl honom. Hon sårade även SS-Oberscharführer Wilhelm Emmerich. Skottlossningen fick kvinnorna att anfalla SS-männen med sina bara händer, men inom kort kom kommendanten Rudolf Höss och andra SS-män till platsen. Enligt ögonvittnet Filip Müller sköts de kvinnor som ännu inte befann sig i gaskammaren ihjäl med maskingevär. De övriga gasades ihjäl.
Hon var vid sin död gift med Mark Rosenberg.